# Carly (Pas-de-Calais)
Carly é uma comuna francesa na região administrativa de Altos da França, no departamento de Pas-de-Calais. Estende-se por uma área de 6,3 km².